# Radoš Protić
Radoš Protić (in serbo Радош Протић?; Sremska Mitrovica, 31 gennaio 1987) è un ex calciatore serbo, di ruolo difensore.

## Carriera

### Club
Il 20 febbraio 2018 viene acquistato a titolo definitivo dalla squadra ungherese del Kisvárda.